# Le Conte de la princesse Kaguya
Le Conte de la princesse Kaguya (かぐや姫の物語, Kaguya-hime no monogatari) est un film d’animation japonais du studio Ghibli coécrit et réalisé par Isao Takahata, sorti au Japon le 23 novembre 2013 et en France le 25 juin 2014. Le film est basé sur Kaguya-hime, un conte littéraire japonais du Xe siècle. Le film est produit par Studio Ghibli pour Nippon Television Network, Dentsu, Hakuhodo DYMP, Walt Disney Japan, Mitsubishi, Tōhō et KDDI, et distribué par Tōhō.
Sa distribution comprend Aki Asakura, Kengo Kōra, Takeo Chii, Nobuko Miyamoto, Atsuko Takahata, Tomoko Tabata, Tatekawa Shinosuke, Takaya Kamikawa, Hikaru Ijūin, Ryudo Uzaki, Nakamura Shichinosuke II, Isao Hashizume, Yukiji Asaoka (dans une apparition spéciale) et Tatsuya Nakadai. Il s'agit de la dernière interprétation cinématographique de Chii, décédé en juin 2012, et du dernier film réalisé par Takahata, décédé en avril 2018.
Il sort au Japon le 23 novembre 2013, distribué par la Tōhō. Avec un budget de 49,3 millions de dollars américains, il constitue le film japonais le plus cher jamais réalisé à ce jour. Il est salué par la critique et obtient une nomination pour l'Oscar du meilleur film d'animation lors de la 87e cérémonie des Oscars, prix remporté par Les Nouveaux Héros. Sa production fait l'objet du long métrage documentaire Isao Takahata and His Tale of the Princess Kaguya.

## Synopsis
Sanuki no Miyatsuko, un vieux coupeur de bambou, découvre un jour une minuscule fille dans une tige de bambou scintillante. La considérant comme un cadeau divin, le coupeur de bambou et sa femme décident de l'élever comme leur propre enfant. La petite fille grandit très rapidement et les autres enfants du village la surnomment « Takenoko » (« Pousse de bambou »). Cette dernière devient également très proche de Sutemaru, le plus âgé de ses amis.
Miyatsuko, de la même manière qu'il découvrît auparavant sa fille, découvre de l'or et des tissus raffinés dans une pousse de bambou luisante. Il considère sa découverte comme une preuve de la divine royauté de sa fille, et s'engage dès lors à faire d'elle une véritable princesse. Il emménage avec sa famille dans une grande demeure avec des serviteurs à la capitale. La jeune fille est obligée d'abandonner ses amis de la montagne, et est placée sous la charge d'une préceptrice chargée de lui enseigner les coutumes de la noblesse. La jeune fille peine à se conformer aux règles qu'on lui enseigne, et se remémore souvent son enfance à la campagne.
Quand la jeune fille atteint l'âge adulte, on lui donne le nom de « Princesse Kaguya des bambous graciles », en raison de sa souplesse et de sa grande beauté. Miyatsuko décide d’organiser une grande cérémonie en l’honneur du nouveau prénom de sa fille, au cours de laquelle Kaguya entend des gens se moquer de son père, considérant ce dernier comme quelqu’un essayant désespérément de faire passer une paysanne pour une noble grâce à son argent. Désespérée, Kaguya fuit la capitale et court dans les montagnes à la recherche de Sutemaru et de ses amis, mais elle découvre qu'ils sont tous partis pour de nouvelles terres. Elle s'évanouit dans la neige, et se réveille à la cérémonie.
La beauté de Kaguya ne cesse de croître, ce qui lui attire de nombreux prétendants. Cinq hommes nobles ayant eu vent de sa beauté tentent de la courtiser en la comparant à des trésors mythiques. Kaguya leur répond alors qu'elle épousera celui d'entre eux qui lui rapportera en premier un des trésors susnommés. Deux des prétendants lui amènent une contrefaçon, le troisième abandonne lâchement sa quête et le quatrième tente de la séduire avec des mensonges. Lorsque le dernier prétendant est tué lors de sa quête, Kaguya est désespérée. L'empereur en personne, ayant lui aussi entendu parler de la beauté de Kaguya tente de l'enlever, mais elle parvient à lui échapper par un moyen inconnu.
Les jours passent, et Kaguya se montre très inquiète, délaissant ses activités quotidiennes pour regarder la Lune aussi longtemps qu’elle puisse être visible dans le ciel nocturne. Ses parents, soucieux de son état, ont une discussion avec elle afin qu’elle puisse se confier à eux. Kaguya finit par révéler à ses parents qu'elle est originaire de la Lune, et qu'elle fut punie après avoir brisé les lois du peuple Sélénite, afin de pouvoir être exilée sur Terre pour goûter à la vie mortelle. Mais quand l'empereur lui fit ses avances, elle supplia silencieusement la Lune de l'aider. En entendant ses prières, la Lune lui raviva ses souvenirs et lui annonça que les Sélénites viendraient la chercher lors de la prochaine pleine lune. Kaguya avoue cependant son attachement pour la Terre et son refus de repartir, affirmant qu’il est trop tôt pour elle de rejoindre les siens; Miyatsuko jure quant à lui de protéger Kaguya, et change sa demeure en forteresse.
Kaguya retourne dans son village d'origine et retrouve Sutemaru, revenu avec sa famille pour cultiver les arbres. Ils s'avouent tous deux leur amour, et s'envolent dans les airs pour survoler la campagne. Mais lorsqu’ils arrivent près de la Lune, Kaguya tombe à la mer et Sutemaru se réveille auprès de sa femme et de son enfant, pensant que tout ceci n'était qu'un rêve.
La nuit de la pleine lune, un cortège d'êtres célestes dirigés par un Bouddha descendent de la Lune pour chercher Kaguya, malgré les tentatives de Miyatsuko pour les arrêter. Une Sélénite offre à Kaguya une robe de plumes qui effacera le moindre de ses souvenirs passés sur la Terre. Il lui est cependant accordé un dernier instant avec ses parents avant que l'on lui mette la tunique, ce qui semble effacer ses souvenirs. Le cortège part ensuite en compagnie de Kaguya, sous le regard désespéré des parents de cette dernière.
Tandis que le cortège continue sa lancée vers la Lune, Kaguya regarde la Terre une dernière fois et pleure en silence en se remémorant sa vie mortelle.
L’image d’un petit bébé représentant Kaguya dans ses premiers instants de vie sur Terre, superposée sur celle de la Lune, vient clore le film.

## Fiche technique

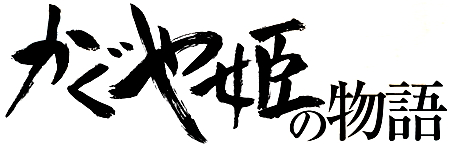
Logo japonais du film

- Titre original : かぐや姫の物語 (Kaguya-hime no monogatari)
- Titre français : Le Conte de la princesse Kaguya
- Réalisation : Isao Takahata
- Scénario : Isao Takahata et Riko Sakaguchi, d’après Kaguya-hime de Murasaki Shikibu
- Musique : Joe Hisaishi
- Production : Yoshiaki Nishimura, Toshio Suzuki et Seiichiro Ujiie
- Sociétés de production : studio Ghibli, Walt Disney Studios Entertainment et Dentsu
- Société de distribution : Tōhō
- Budget : 5 milliards ¥ (soit environ 49,3 millions $)[1]
- Pays d’origine : Japon
- Langue originale : japonais
- Format : couleurs
- Genre : Animation, fantastique, historique
- Durée : 137 minutes
- Dates de sortie :
  - Japon : 23 novembre 2013
  - France : 25 juin 2014
  - Portugal : 9 avril 2015
  - Brésil : 16 juillet 2015
- Dates de sortie DVD :
  - États-Unis et Canada : 17 février 2015

## Distribution

### Voix japonaises
- Aki Asakura : Kaguya
- Kengo Kōra : Sutemaru
- Takeo Chii : Okina (littéralement « vieil homme »)
- Nobuko Miyamoto : Ōna (littéralement « vieille femme »)
- Atsuko Takahata : Sagami
- Tomoko Tabata : Menowarawa
- Tatekawa Shinosuke : Inbe no Akita
- Takaya Kamikawa : Ishitsukuri no Miko
- Hikaru Ijūin : le ministre des Finances
- Ryudo Uzaki : le ministre de la Guerre
- Nakamura Shichinosuke II : Mikado
- Isao Hashizume : le ministre de la Culture
- Yukiji Asaoka : Kitanokata
- Tatsuya Nakadai : Sumiyaki no Roujini

### Voix françaises
- Claire Baradat : Kaguya
- Coralie Thuilier : Kaguya enfant
- Achille Orsoni : Okina
- Hélène Otternaud : Ōna / Narratrice
- Donald Reignoux : Sutemaru
- Pauline Brunner : Otsu
- Catherine Desplaces : Ko
- Jérôme Cachon : Ishitsukuri
- Monique Nevers : Dame Sagami
- Adeline Chetail : Dame grenouille
- Patrice Dozier : le prince Kuramochi
- Xavier Béja : Abe le ministre de la droite
- Pierre Baton : Akita
- Patrice Melennec : le forgeron
- Patrick Béthune : le grand conseiller Otomo
- Benjamin Bollen : l'empereur
- Yoann Sover : le moyen conseiller Isonomaki
- Francis Benoit : un invité
- Julien Meunier : un marin
- Catherine Artigala : vieille femme

## Sortie
Le Conte de la princesse Kaguya doit initialement sortir simultanément avec un autre film du studio Ghibli, Le vent se lève, au Japon à l'été 2013. Cela aurait marqué la première fois que deux œuvres des réalisateurs Hayao Miyazaki et Isao Takahata sortent ensemble depuis la sortie des films Mon voisin Totoro et Le Tombeau des lucioles en 1988. Cependant, en février 2013, le distributeur du film, Tōhō, annonce que sa sortie est reportée au 23 novembre 2013,. Cette décision est motivée par le fait que les storyboards ne sont pas encore terminés,. Le 12 mars 2014, le distributeur indépendant GKIDS annonce avoir acquis les droits américains du film et qu'il va en sortir une version doublée en anglais produite par le Studio Ghibli et Frank Marshall. Chloë Grace Moretz prête sa voix au personnage titre dans le doublage anglais. Le film sort dans certains cinémas d'Amérique du Nord le 17 octobre 2014 et sort également en DVD et Blu-ray le 17 février 2015,. Le film est sélectionné pour être projeté dans le cadre de la section de la Quinzaine des réalisateurs du Festival de Cannes 2014. Sa première nord-américaine a lieu au Festival international du film de Toronto 2014 dans le cadre du programme « Masters » du festival.

## Accueil

### Box-office
Le film débute à la première place lors de son week-end d'ouverture au Japon, rapportant 284 millions de yens (2,8 millions de dollars). Au 2 février 2014, il a rapporté 2 313 602 733 yens (22 613 153 dollars) au box-office japonais. Il rapporte ensuite 2,47 milliards de yens (25,31 millions de dollars) au Japon, où il est le onzième film japonais le plus rentable de 2014.
Il engrange 703 232 dollars en Amérique du Nord et 969 920 dollars dans les autres pays, pour un total mondial de 27,02 millions de dollars.

### Critiques
L'agrégateur de critiques Rotten Tomatoes accorde au film une note d'approbation de 100 %, avec une note moyenne de 8,21/10, sur la base de 92 critiques. Le consensus des critiques est le suivant : « Doté d'une grande profondeur narrative, d'une grande sincérité et d'une superbe beauté visuelle, Le Conte de la princesse Kaguya est un trésor d'animation moderne à l'attrait intemporel ». Il s'agit du premier film de la décennie à recevoir une note de 100 % sur le site, ce qui en fait l'un des films les mieux notés des années 2010. Le site Metacritic, qui utilise une moyenne pondérée, attribue au film une note de 89 sur 100 sur la base des avis de 28 critiques, ce qui indique une « acclamation universelle ».
En février 2014, Le Conte de la princesse Kaguya se classe en 4e position dans le classement des dix meilleurs films de l'année Kinema Junpō et dans celui de leurs lecteurs. David Ehrlich de The A.V. Club lui donne un A, estimant qu'il s'agit du « meilleur film d'animation de l'année ». Il ajoute qu'il est « destiné à rester dans les mémoires comme l'une des plus belles réussites de l'illustre Studio Ghibli ». Nicolas Rapold du New York Times fait l'éloge de son style visuel, qu'il qualifie d'« exquis, alliant la délicatesse de l'aquarelle à la vivacité du trait ». Dans le cadre d'une liste des meilleurs films japonais du XXIe siècle établie par IndieWire en 2018, Carlos Aguilar approuve l'opinion générale selon laquelle Le Voyage de Chihiro doit être en première position du classement, mais il choisit tout de même Le Conte de la princesse Kaguya qu'il qualifie d'« œuvre de calibre presque identique [...] un triomphe artistique qui ravit par son artisanat exubérant où chaque trait de crayon prend vie à l'écran. Takahata a réalisé quelque chose d'à la fois pastoral, intemporel et épique dans ses proportions, avec une profondeur émotionnelle rarement vue dans les films — animés ou non ».

## Distinctions

### Récompenses
- Prix du film Mainichi 2013 : meilleur film d'animation
- Boston Society of Film Critics Awards 2014 : meilleur film d'animation
- Los Angeles Film Critics Association Awards 2014 : meilleur film d'animation
- Toronto Film Critics Association Awards 2014 : meilleur film d'animation

### Nominations et sélections
- Blue Ribbon Awards 2013 :
  - Meilleur film
  - Meilleur réalisateur pour Isao Takahata
- Festival de Cannes 2014 : sélection « Quinzaine des réalisateurs »
- Festival international du film d'animation d'Annecy 2014 : Film d'ouverture
- Festival international du film de Saint-Sébastien 2014 : sélection « Pearls »
- Festival du film de Sydney 2014
- Nippon Akademī-shō 2014 :
  - Meilleur film d'animation
  - Meilleure musique de film pour Joe Hisaishi
- Kinema Junpo Awards 2014 : 4e place
- Oscars du cinéma 2015 : meilleur film d'animation

## Sortie en vidéo
Le Conte de la princesse Kaguya sort au Japon en DVD et Blu-ray chez Walt Disney Studios Home Entertainment le 3 décembre 2014. Le Blu-ray s'est vendu à 13 784 unités en janvier 2015 ; la version DVD se vend à 8 208 unités au 7 décembre 2014 et à 15 718 unités supplémentaires entre le 8 décembre 2014 et le 7 juin 2015, pour un total combiné de 23 926 unités DVD et au moins 37 710 unités physiques de vidéo à domicile vendues au Japon en 2015.
Les sorties DVD et Blu-ray ont rapporté 3,42 millions de dollars, en avril 2022. Au Royaume-Uni, il constitue le deuxième film en langue étrangère le plus vendu en 2015 en vidéo domestique, derrière le film d'action indonésien The Raid 2.